# Cicloheptilamina
La cicloheptilamina es una amina primaria con fórmula molecular C7H15N.
- Datos: Q5768888